# Влоцлавешки окръг
Влоцлавешки окръг (на полски: Powiat włocławski) е окръг в Централна Полша, Куявско-Поморско войводство. Заема площ от 1473,63 км2. Административен център е град Влоцлавек, който не е част от окръга.

## География
Окръгът обхваща територии от историческите области Куявия и Добжинска земя. Разположен е в югоизточната част на войводството.

## Население
Населението на окръга възлиза на 87 345 души (2012 г.). Гъстотата е 59 души/км2.

## Административно деление
Административно окръгът е разделен на 13 общини.
Градска община:
- Ковал

Градско-селски общини:
- Община Бжешч Куявски
- Община Избица Куявска
- Община Любен Куявски
- Община Любранец
- Община Ходеч

Селски общини:
- Община Барухово
- Община Бонево
- Община Влоцлавек
- Община Ковал
- Община Любане
- Община Фабянки
- Община Хоцен

## Фотогалерия
- Бжешч Куявски
- Любен Куявски
- Любранец